# Parti populaire sénégalais
Le Parti populaire sénégalais (PPS) est un parti politique sénégalais, dirigé par le Dr Oumar Wone, médecin généraliste.

## Histoire
Le PPS a été officiellement créé le 12 octobre 1981, alors que le pays venait d'accéder au multipartisme intégral.
Le PPS se présente aux élections législatives de 1983, réunit 0,20 % des suffrages, ce qui ne lui permet pas d'être représenté à l'Assemblée nationale. Son leader, Oumar Wone, est candidat à l'élection présidentielle qui a lieu le même jour et voit le renouvellement du mandat du président Abdou Diouf. Le Dr Wone est crédité de 2 146 voix, soit 0,20 % des suffrages exprimés.
Lors des élections législatives de 2001 le PPS recueille 6 832 voix, soit 0,36 % et n'obtient aucun siège.
Depuis, le PPS a participé à toutes les élections mais dans des coalitions de l'opposition.
Plusieurs générations se sont succédé jusqu'à la présente qui est née au lendemain des élections de 2001.
Elle se caractérise par sa jeunesse est l’évolution positive au vu du nombre de ses élus.
Cinq conseillers municipaux à la commune de Diourbel dont Le premier adjoint au Maire, le docteur Oumar WONE, un conseiller régional tous issus des élections locales de 2009,sur la liste de BENNO SIGGIL SENEGAL. D'y ajoute un conseiller régional à Dakar et un autre adjoint au maire à Saint Louis.

## Orientation
C'est un parti nationaliste.
Ses objectifs sont « la liquidation totale et définitive du néo-colonialisme et des autres séquelles du colonialisme, la restructuration de la société sénégalaise sur des bases nouvelles et scientifiques, l’édification d’une économie sénégalaise solide orientée en priorité vers la satisfaction des besoins du peuple sénégalais et la recherche du plein emploi ».

## Symboles
Sa couleur est le blanc. Son drapeau est constitué d'une carte rouge avec en surimpression le Sénégal, un paysan, un ouvrier tenant un marteau et une houe croisés.

## Organisation
Son siège se trouve à Diourbel.
Il édite un périodique, le mensuel Doomu Rew mi (Le Patriote), lancé en 1982.